# نشأة جبال أواتشيتا
 جبال أواتشيتا  كانت جبال أواتشيتا حدثًا لبناء الجبال أدى إلى طي وتصدع الطبقات المكشوفة حاليًا في جبال أواتشيتا. يمتد نظام أواتشيتا الأكثر اتساعًا من النطاق الحالي في أركنساس وأوكلاهوما جنوب شرق حوض بلاك واريور في ألاباما وإلى الجنوب الغربي عبر مرتفعات لانو وماراثون وسوليتاريو في تكساس إلى كواهويلا وتشيهواهوا في المكسيك. 

## تكوينات ما قبل الاصطدام
كانت المنطقة خلال العصر الباليوزوي المبكر تقع قبالة ساحل الجزء الجنوبي من لورنشيا، في ما يُعرف الآن بجنوب الولايات المتحدة. كانت لورنشيا تمتد على خط الاستواء في ذلك الوقت وكان المحيط الريسي إلى الجنوب من لورنشيا. خلال العصر الأوردوفيشي والسيلوري والديفوني والكربوني المبكر، تركت الرواسب البحرية رواسب واسعة النطاق من الصخر الزيتي الأسود وحجر الكوارتز الرملي وأسرّة الصوان. خلال العصر المسيسيبي، ترسبت سلسلة من الصخور الطينية الداكنة والصخور الطينية الرمادية. توجد عدسات من الطوف السليكي كدليل على النشاط البركاني المحدود. تشكلت هذه الرواسب اللاحقة فوق منطقة الاندساس التي تشكلت على طول جنوب لورنشيا.

## الاصطدام
اقتربت أمريكا الجنوبية من لورنشيا مع الاندساس للقشرة المحيطية الفاصلة. أدى اصطدام القشرة القارية لأمريكا الجنوبية ولورنشيا إلى ضغط المنطقة ورفعها لتكوين جبال أواتشيتا. خلال العصر البنسلفاني والبرمي، ترسبت أنظمة الأنهار التي تتدفق غربًا من جبال أواتشيتا في شمال وسط تكساس وأوكلاهوما، والتي أصبحت الآن مكشوفة على السطح. تعرضت جبال أواتشيتا للتآكل على نطاق واسع بين العصر البرمي والجوراسي، وتم دفن جزء كبير من نظام أواتشيتا لاحقًا تحت رواسب حقبة الدهر الوسيط والسينوزوي إلى الجنوب الشرقي والجنوب الغربي. لم يتم الكشف عن الهياكل هناك إلا من خلال الحفر العميق في استكشاف البترول.